# Déshydratation (médecine)
Pour l’article homonyme, voir déshydratation (chimie).
 Mise en garde médicale
En médecine, la déshydratation représente la contraction d'un ou plusieurs secteurs liquidiens de l'organisme, consécutivement à des anomalies métaboliques variées. Sa cause principale est la perte de sodium, ion qui fixe les molécules d'eau. Elle est le plus souvent globale (impliquant à la fois le secteur intracellulaire et extracellulaire), mais elle peut aussi être cantonnée à un de ces secteurs, en particulier en début d'évolution. C'est un syndrome fréquent mais qui peut être grave, car elle entraîne un risque de collapsus (choc hypovolémique) lorsqu'elle est sévère.
On retrouve globalement trois schémas de déshydratation : la déshydratation extracellulaire (DEC), la déshydratation intracellulaire (DIC), la déshydratation globale (intra- et extracellulaire).

## Caractéristiques

### Déshydratation extracellulaire
Elle correspond à un bilan sodé négatif (perte de sodium et donc d'eau associée). Son diagnostic est essentiellement clinique : contexte, signes physiques de déshydratation extracellulaire (pli cutané, cernes, aisselles sèches, veines plates, hypotension, tachycardie, hypotension orth-ostatique, perte de poids). Biologiquement, certains signes sont évocateurs sans être spécifiques : hyperprotidémie, hémoconcentration, insuffisance rénale aiguë d'allure fonctionnelle (U/C plasmatique > 100), alcalose métabolique de contraction volémique (réabsorption accrue de bicarbonates au niveau tubulaire proximal en réponse à l'hypovolémie), hyperuricémie. 
Les causes de DEC sont classées schématiquement en trois grandes catégories :
- les DEC sur pertes extra-rénales (diarrhées, vomissements, coups de chaleur, forte fièvre, aspirations digestives, fistules digestives) ;
- les DEC sur pertes rénales avec (IRC avec régime désodé, néphropathie interstitielle à perte de sel obligatoire, néphronophtise) ou sans maladie rénale sous-jacente (hypercalcémie, prise de diurétiques, polyurie osmotique (diabète sucré, perfusion de mannitol), insuffisance surrénalienne aiguë) ;
- les DEC sur troisième secteur : péritonite, occlusion intestinale, pancréatite aiguë.

### Déshydratation intracellulaire
Bien que souvent accompagnée de signes cliniques peu spécifiques (soif, perte de poids, asthénie, confusion, sécheresse des muqueuses), le diagnostic de DIC est biologique. En effet, seule la mesure de la natrémie permet de dire s'il existe une atteinte du secteur intracellulaire. Le marqueur de la DIC est l'hypernatrémie.
Face à une hypernatrémie, il est essentiel d'évaluer en même temps le contenu extracellulaire dans le cadre du bilan étiologique. On distingue ainsi :
- les DIC pures : diabètes insipides centraux ou néphrogéniques, reset osmotat, hydrodipsie[Quoi ?] ;
- les DIC associées au DEC : essentiellement par pertes rénales ou extrarénales d'eau ;
- les DIC associées au HEC[Quoi ?] : prise excessive de sel ou perfusion trop salée chez un patient prédisposé.

## Mesure
Il est important de mesurer ou d'estimer la quantité d'eau dont on a besoin. Un humain doit absorber environ deux litres d'eau par jour (davantage en période de sécheresse, de chaleur), qu'il se procure en buvant quotidiennement environ 1,5 litre, et en mangeant l'équivalent de 0,5 litre d'eau dans ses aliments solides. L'apport de sodium (boissons sodées ou aliments contenant du sel) est à considérer. L'eau d'un corps humain se renouvelle en 6 semaines[réf. nécessaire]
Lorsqu'on saute un repas, il faut donc boire l'eau que l'on aurait bue durant les repas, mais aussi celle que l'on aurait consommée sous forme solide.
Une perte en eau de 5 à 6 % engendre une sensation de fatigue, des maux de têtes[réf. nécessaire], des nausées et/ou engourdissements. 
La privation d'eau, à partir de 15 % du stock hydrique humain, est généralement mortelle[réf. nécessaire].
Quantité à boire : 40 ml par kg de masse corporelle[réf. nécessaire], à quoi il faut rajouter 1 litre par heure d'exercice physique soutenu. Ainsi un joueur de tennis pesant 63,6 kg devrait boire par jour 2,5 litres minimum, et 4,5 litres s'il joue durant 2 heures.
En période de déshydratation : 
- l'urine est plus foncée[réf. nécessaire], ou la personne ne produit plus d'urine. Ce sont des indices, mais non des moyens de mesurer fiablement et précisément l'état de déshydratation d'un sujet ;
- le test du remplissage capillaire est l'un des tests simples, rapides et non-invasifs utilisés pour évaluer l'état de déshydratation.

## Lutte contre la déshydratation
L'hydratation est l'apport d'eau par voie orale ou en intraveineuse pour lutter contre la déshydratation.
La déshydratation peut aussi survenir par la prise ou l'injection d'un médicament. Les injections d'interféron pour combattre le virus de l'hépatite C créent ainsi une déshydratation pendant la durée du traitement (24 ou 48 semaines).